# Jacques Faty
Pour les articles homonymes, voir Faty.
Jacques Faty, né le 25 février 1984 à Villeneuve-Saint-Georges (Val-de-Marne), est un footballeur international sénégalais qui jouait au poste de défenseur central et pouvait aussi évoluer au poste de milieu défensif ou arrière droit. Il possède également la nationalité turque.
Il est le frère de Ricardo Faty, également footballeur professionnel et le cousin de Mickaël Tavares, lui-même international sénégalais.

## Biographie

### Début professionnel
Jacques Faty naît en banlieue parisienne d'un père sénégalais métis vietnamien et d'une mère d'origine cap-verdienne née au Sénégal. Il a ainsi les nationalités française, sénégalaise et cap-verdienne. Jacques Faty commence tout d'abord par pratiquer le ping-pong, avant de se tourner vers le football. Il commence le football au FC Épinay-sous-Sénart avant de passer par le CS Brétigny Football.
Faty ne se distingue pas par un gabarit impressionnant à son poste (1,84 m, 81 kg). Préformé à l'INF Clairefontaine qu'il rejoint en 1997 (il est présent dans le documentaire À la Clairefontaine), ce défenseur central est polyvalent et peut aussi évoluer milieu défensif voire arrière droit.
En mai 1999, capitaine de la sélection de la Ligue de Paris-IDF, il remporte la Coupe nationale des 14 ans, face à la Normandie de Sinama-Pongolle et Le Tallec.

### Stade rennais
En 1999, il intègre le centre de formation du stade rennais. Il présente un très beau parcours chez les jeunes avec notamment une Coupe Gambardella remporté en 2003 après un titre de champion de France des moins de 18 ans en 2002.
C'est Vahid Halilhodžić qui le lance dans le grand bain le 1er mars 2003 à l'occasion d'une victoire du Stade rennais à domicile contre le CS Sedan-Ardennes un but à zéro lors de la 29e journée de Ligue 1. Il joue onze rencontres lors de sa première saison professionnel. Après deux saisons pleines en 2003-2004 et 2004-2005 où il participe, sous la houlette de László Bölöni, à la qualification des Rennais en Coupe de l'UEFA, son temps de jeu décline. La saison suivante il joue ses premiers matchs européens en participant à 3 matchs de Coupe de l'UEFA lors de l'édition 2005-2006.
Mais barré à Rennes petit à petit par le duo composé de John Mensah et de Grégory Bourillon, il n’entre plus dans les plans de son entraîneur, Pierre Dréossi. Ce dernier, qui ne lui a jamais réellement fait confiance depuis sa prise de fonction préfère recruter un autre défenseur en la personne de Petter Hansson. Alors qu'il arrive en fin de contrat Jacques Faty décide de quitter le club breton.

### L'Olympique de Marseille et le FC Sochaux-Montbéliard
En fin de contrat en juin 2007, il est recruté par l'Olympique de Marseille et joue son premier match sous le maillot phocéen le 29 août suivant lors de la sixième journée de Ligue 1 contre l'OGC Nice en entrant en jeu à la place de Gaël Givet dès la treizième minute de jeu. Le 18 septembre suivant, il joue le premier match de Ligue des champions de sa carrière en étant titularisé contre le club turc du Bekistas Istanbul. Barré au poste de défenseur central par Julien Rodriguez et Gaël Givet, mais également souvent blessé, il joue relativement peu et prend part à seulement dix-sept rencontres lors de cette saison.
Le 4 juillet 2008, Jacques signe au FC Sochaux pour une durée de 3 ans et un montant d'un million d'euros. Il joue son premier match avec le club franc-comtois le 9 août suivant contre le Grenoble Foot 38 lors de la première journée de Ligue 1. Il marque son premier but le dimanche 8 mars suivant lors d'une défaite deux buts à un contre Le Havre AC. Il joue vingt-huit matchs toutes compétitions confondues et trouve une place de titulaire au sein de l'effectif sochalien et se fait remarquer par la sélection sénégalaise.

### Exil à l'étranger
En fin de contrat au FC Sochaux après trois saisons au club, il s'engage avec le club turc de Sivasspor le 30 mai 2011 pour une durée de trois ans. Fin janvier 2013, il est prêté pour le reste de la saison au SC Bastia après 20 matchs en Turquie. Il porte le maillot corse pour la première fois contre le PSG en remplaçant Julien Sablé. Il joue douze match en Ligue 1 avant de rejoindre son club à la fin de saison.
Mais le club turc ne compte plus sur lui et il s'engage avec le club chinois du Wuhan Zall pour une durée de trois ans mais n'y reste qu'une saison et demi puisque début 2015, l'international Sénégalais décide de mettre un terme à son contrat en raison des objectifs fixés non réalisées. Effectivement le club chinois évoluant en D2 avait pour objectif la montée et malheureusement, le club termine à un point du dernier promu. Après cette rupture de contrat, Jacques Faty devient donc un joueur libre et le 12 janvier 2015, il rejoint le club australien du Sydney FC jusqu'au terme de la saison. Le 30 mars 2015, il marque son premier but en Australie contre le Wellington Phoenix lors d'une victoire trois buts à zéro. Avec le Sydney FC, il termine deuxième de la saison régulière en 2015 avant de perdre en finale face au Melbourne Victory. Quelques jours après la finale, le club annonce la prolongation du contrat de Jacques Faty pour une saison supplémentaire. Il annonce durant le mois d'avril 2016 la résiliation d'un commun accord de son contrat avant de rejoindre le CC Mariners.
Dans le cadre de l’affaire Tariq Ramadan, il signe une tribune le 21 février 2018 sur le site Mediapart aux côtés d'une cinquantaine de personnalités « pour une justice impartiale et égalitaire » pour Tariq Ramadan, mis en examen pour viols et placé en détention provisoire, et dans laquelle il est demandé de libérer immédiatement ce dernier en raison de son état de santé.
Jacques Faty est aujourd'hui retourné en Turquie où il dirige une section de la PSG Academy.

## Carrière en sélection

### Équipe de France
Il remporta un titre de champion du monde des moins de 17 ans en 2001 aux côtés de Florent Sinama-Pongolle et Anthony Le Tallec en étant capitaine de cette équipe de France.
Titulaire en défense centrale avec l'équipe de France espoirs lors du championnat d'Europe de 2006, Jacques Faty et les hommes de René Girard s'incline en demi-finale, éliminé aux tirs au but, par les Pays-Bas  qui remporte ensuite l'épreuve. L'ancien rennais côtoie alors comme coéquipiers Bakary Sagna, Rio Mavuba, Yoann Gourcuff, Jérémy Toulalan ou encore François Clerc et Julien Faubert.

### Équipe du Sénégal
Après avoir été contacté en 2006 par la fédération sénégalaise, il décide d'attendre avant de faire son choix ayant la double-nationalité. Le 26 août 2009, il est appelé pour la première fois avec l'équipe du Sénégal de football en vue d'un match amical contre l'Angola. Il répond favorablement à l'appel du sélectionneur et participe à son premier match international.

## Statistiques
Le tableau ci-dessous retrace la carrière de Jacques Faty depuis ses débuts :
| Saison                | Club                           | Championnat           | Championnat | Championnat | Coupe(s) nationale(s) | Coupe(s) nationale(s) | Compétition(s) continentale(s) | Compétition(s) continentale(s) | Compétition(s) continentale(s) | Sénégal | Sénégal | Total | Total |
| Saison                | Club                           | Division              | M.          | B.          | M.                    | B.                    | Comp.                          | M.                             | B.                             | M.      | B.      | M.    | B.    |
| 2002-2003             | Stade rennais FC               | Ligue 1               | 9           | 0           | 2                     | 0                     | -                              | -                              | -                              | -       | -       | 11    | 0     |
| 2003-2004             | Stade rennais FC               | Ligue 1               | 32          | 0           | 4                     | 0                     | -                              | -                              | -                              | -       | -       | 36    | 0     |
| 2004-2005             | Stade rennais FC               | Ligue 1               | 35          | 0           | 3                     | 0                     | -                              | -                              | -                              | -       | -       | 38    | 0     |
| 2005-2006             | Stade rennais FC               | Ligue 1               | 24          | 0           | 5                     | 0                     | C3                             | 3                              | 0                              | -       | -       | 32    | 0     |
| 2006-2007             | Stade rennais FC               | Ligue 1               | 24          | 0           | 3                     | 0                     | -                              | -                              | -                              | -       | -       | 27    | 0     |
| 2007-2008             | Olympique de Marseille         | Ligue 1               | 9           | 0           | 3                     | 0                     | C1 + C3                        | 3+2                            | 0                              | -       | -       | 17    | 0     |
| 2008-2009             | FC Sochaux-Montbéliard         | Ligue 1               | 26          | 1           | 2                     | 0                     | -                              | -                              | -                              | -       | -       | 28    | 1     |
| 2009-2010             | FC Sochaux-Montbéliard         | Ligue 1               | 33          | 1           | 3                     | 0                     | -                              | -                              | -                              | 4       | 0       | 40    | 1     |
| 2010-2011             | FC Sochaux-Montbéliard         | Ligue 1               | 24          | 1           | 4                     | 0                     | -                              | -                              | -                              | 2       | 0       | 30    | 1     |
| 2011-2012             | Sivasspor                      | Süper Lig             | 16          | 0           | 2                     | 0                     | -                              | -                              | -                              | 6       | 0       | 24    | 0     |
| 2012-2013             | Sivasspor                      | Süper Lig             | 1           | 0           | 1                     | 0                     | -                              | -                              | -                              | 1       | 0       | 3     | 0     |
| 2012-2013             | Sporting Club de Bastia (prêt) | Ligue 1               | 12          | 0           | -                     | -                     | -                              | -                              | -                              | -       | -       | 12    | 0     |
| 2013                  | Wuhan Zall FC                  | Chinese SL            | 15          | 0           | -                     | -                     | -                              | -                              | -                              | -       | -       | 15    | 0     |
| 2014                  | Wuhan Zall FC                  | League One            | 14          | 2           | -                     | -                     | -                              | -                              | -                              | -       | -       | 14    | 2     |
| 2014-2015             | Sydney FC                      | A-League              | 8           | 1           | 2                     | 0                     | -                              | -                              | -                              | -       | -       | 10    | 1     |
| 2015-2016             | Sydney FC                      | A-League              | 20          | 1           | -                     | -                     | -                              | -                              | -                              | -       | -       | 20    | 1     |
| 2016-2017             | CC Mariners                    | A-League              | 9           | 0           | -                     | -                     | -                              | -                              | -                              | -       | -       | 9     | 0     |
| Total sur la carrière | Total sur la carrière          | Total sur la carrière | 311         | 7           | 33                    | 0                     | -                              | 8                              | 0                              | 13      | 0       | 365   | 7     |

### Liste des matches internationaux
| Matches internationaux de Jacques Faty | Matches internationaux de Jacques Faty | Matches internationaux de Jacques Faty               | Matches internationaux de Jacques Faty | Matches internationaux de Jacques Faty | Matches internationaux de Jacques Faty | Matches internationaux de Jacques Faty                                  |
|                                        | Date                                   | Lieu                                                 | Adversaire                             | Résultat                               | Compétition                            | Notes                                                                   |
| -------------------------------------- | -------------------------------------- | ---------------------------------------------------- | -------------------------------------- | -------------------------------------- | -------------------------------------- | ----------------------------------------------------------------------- |
| 1.                                     | 5 septembre 2009                       | Stade de l'Algarve, Faro, Portugal                   | Angola                                 | 1 - 1                                  | Match amical                           | Titulaire.                                                              |
| 2.                                     | 14 octobre 2009                        | Stade de la Coupe du monde, Séoul, Corée du Sud      | Corée du Sud                           | 2 - 0                                  | Match amical                           | Titulaire.                                                              |
| 3.                                     | 3 mars 2010                            | Stade Karaïskakis, Le Pirée, Grèce                   | Grèce                                  | 0 - 2                                  | Match amical                           | Titulaire.                                                              |
| 4.                                     | 27 mai 2010                            | Energi Nord Arena, Aalborg, Danemark                 | Danemark                               | 2 - 0                                  | Match amical                           | Titulaire et remplacé par Mohamed Sarr à la 71e minute de jeu.          |
| 5.                                     | 9 octobre 2010                         | Stade Léopold-Sédar-Senghor, Dakar, Sénégal          | Maurice                                | 7 - 0                                  | Qualification CAN 2012                 | Entre en jeu à la place de Boukary Dramé à la 70e minute de jeu.        |
| 6.                                     | 17 novembre 2010                       | Stade Michel-Hidalgo, Saint-Gratien, France          | Gabon                                  | 2 - 1                                  | Match amical                           | Entre en jeu à la place de Lamine Sané à la 62e minute de jeu.          |
| 7.                                     | 10 août 2011                           | Stade Demba-Diop, Dakar, Sénégal                     | Maroc                                  | 0 - 2                                  | Match amical                           | Entre en jeu à la place de Lamine Gassama à la 46e minute de jeu.       |
| 8.                                     | 3 septembre 2011                       | Stade Léopold-Sédar-Senghor, Dakar, Sénégal          | RD Congo                               | 2 - 0                                  | Qualification CAN 2012                 | Titulaire.                                                              |
| 9.                                     | 11 novembre 2011                       | Stade Aimé Bergeal, Mantes-la-Ville, France          | Guinée                                 | 1 - 4                                  | Match amical                           | Titulaire et remplacé par Lamine Gassama à la 46e minute de jeu.        |
| 10.                                    | 12 janvier 2012                        | Stade Léopold-Sédar-Senghor, Dakar, Sénégal          | Soudan                                 | 1 - 0                                  | Match amical                           | Titulaire et remplacé par Armand Traoré à la 46e minute de jeu.         |
| 11.                                    | 15 janvier 2012                        | Stade Léopold-Sédar-Senghor, Dakar, Sénégal          | Kenya                                  | 1 - 0                                  | Match amical                           | Entre en jeu à la place de Moustapha Bayal Sall à la 46e minute de jeu. |
| 12.                                    | 9 février 2012                         | Stade Moses-Mabhida, Durban, Afrique du Sud          | Afrique du Sud                         | 0 - 0                                  | Match amical                           | Titulaire.                                                              |
| 13.                                    | 8 septembre 2012                       | Stade Félix-Houphouët-Boigny, Abidjan, Côte d'Ivoire | Côte d'Ivoire                          | 4 - 2                                  | Qualification CAN 2013                 | Titulaire.                                                              |

## Palmarès
Avec les équipes de jeunes, il est champion du monde des moins de 17 ans avec l'équipe de France en 2001 et remporte la Coupe Gambardella avec le Stade rennais en 2003. En équipe première, il ne remporte aucun titre mais est tout de même vice-champion d'Australie avec le Sydney FC en 2015.

## Vie privée
En 2020 il acquiert la nationalité turque. Interviewé par Caviar Magazine, Jacques Faty explique ce choix par la nationalité de sa femme (Turque), le développement de ses activités professionnelles dans le pays et l'achat de plusieurs biens immobiliers dans le pays. En Turquie il est possible d'être naturalisé en achetant une propriété d'une valeur d'au moins 250 000 dollars.